# Blabia costaricensis
Blabia costaricensis är en skalbaggsart som beskrevs av Stephan von Breuning 1943. Blabia costaricensis ingår i släktet Blabia och familjen långhorningar.
Artens utbredningsområde är:
- Costa Rica.
- Honduras.
- Panama.

Inga underarter finns listade.